# アリエル・ドーフマン
アリエル・ドーフマン（Ariel Dorfman. 1942年5月6日 - ）は、アルゼンチン生まれ、チリ国籍の劇作家。苗字はドルフマンと表記されることもある
。

## 来歴
アルゼンチンにユダヤ人夫婦の息子として生まれる。一家はアメリカ合衆国に移民した後、1954年にチリに定住する。アリエル・ドーフマンはそこで成長し、チリ国立大学で大学教員を務めながら、児童書やコミックの分析をする。1973年のチリ・クーデターがきっかけで、オランダ経由で再びアメリカ合衆国に亡命。90年代に帰国。
戯曲『死と乙女』は、ロマン・ポランスキー監督に『死と処女』という邦題の映画として映画化され、日本でも2019年に宮沢りえ、堤真一、段田安則・主演で舞台化された。

## 邦訳作品
- 『ドナルド・ダックを読む』山崎カヲル訳、晶文社、1984年6月
- 『子どものメディアを読む』諸岡敏行訳、晶文社、1992年8月
- 『マヌエル・センデロの最後の歌』吉田秀太郎訳、現代企画室 (ラテンアメリカ文学選集 14) 1993年7月
- 『死と乙女』青井陽治訳、劇書房、1994年4月
- 『谷間の女たち』水谷八也訳、新樹社、1999年7月
- 『南に向かい、北を求めて　-チリ・クーデタを死にそこなった作家の物語-』飯島みどり訳[4]、岩波書店、2016年6月
- 『ピノチェト将軍の信じがたく終わりなき裁判　-もうひとつの9・11を凝視する』宮下嶺夫訳、現代企画室[5]2006年9月
- 『死と乙女』飯島みどり訳、岩波文庫、2023年8月。戯曲の新訳